# КК Солнок Олај
КК Солнок Олај (мађ. Szolnoki Olaj KK) је мађарски кошаркашки клуб из Солнока. У сезони 2018/19. се такмичи Првој лиги Мађарске.

## Историја
Клуб је основан 1959. године, а све до краја 1980-их се такмичио у нижим ранговима, највише у другом и трећем. Солнок први пут улази у Прву лигу Мађарске 1989. године, када и почиње његов развој у један од најуспешнијих клубова у овој земљи. Већ 1991. клуб осваја прву титулу првака државе. Наредни трофеј дошао је тек 2002. када осваја први трофеј националног купа. У сезони 2006/07. клуб по први пут осваја дуплу круну, а то је поновио и у сезонама 2010/11, 2011/12, 2013/14. и 2014/15.
Од сезоне 2012/13. Солнок се такмичи у регионалној Јадранској лиги, а за сада је највећи домет било 12. место. У европским такмичењима најзапаженији резултат је учешће на два фајнал фора ФИБА Еврочеленџа (2012. и 2014. године), али је оба пута клуб завршио на четвртом месту. У сезони 2014/15. дебитоваће у Еврокупу.

## Успеси
- Првенство Мађарске:
  - Првак (8): 1991, 2007, 2011, 2012, 2014, 2015, 2016, 2018.
  - Вицепрвак (3): 1993, 2000, 2013.
- Куп Мађарске:
  - Победник (7): 2002, 2007, 2011, 2012, 2014, 2015, 2018.
  - Финалиста (6): 1993, 1994, 1995, 2013, 2016, 2017.

## Познатији играчи
- Мартон Бадер
- Вили Ворен
- Славиша Копривица
- Мајкл Ли
- Страхиња Милошевић
- Стефан Синовец
- Сеад Шеховић